# Acétoacétate d'éthyle
L'acétoacétate d'éthyle est l'ester éthylique de l'acide acétylacétique.

## Synthèse
Ce composé est synthétisé par Johann Georg Anton Geuther pour la première fois en 1863.
Il est maintenant produit industriellement à partir de dicétène et d'éthanol, en présence d'acide sulfurique ou de triéthylamine avec de l'acétate de sodium.

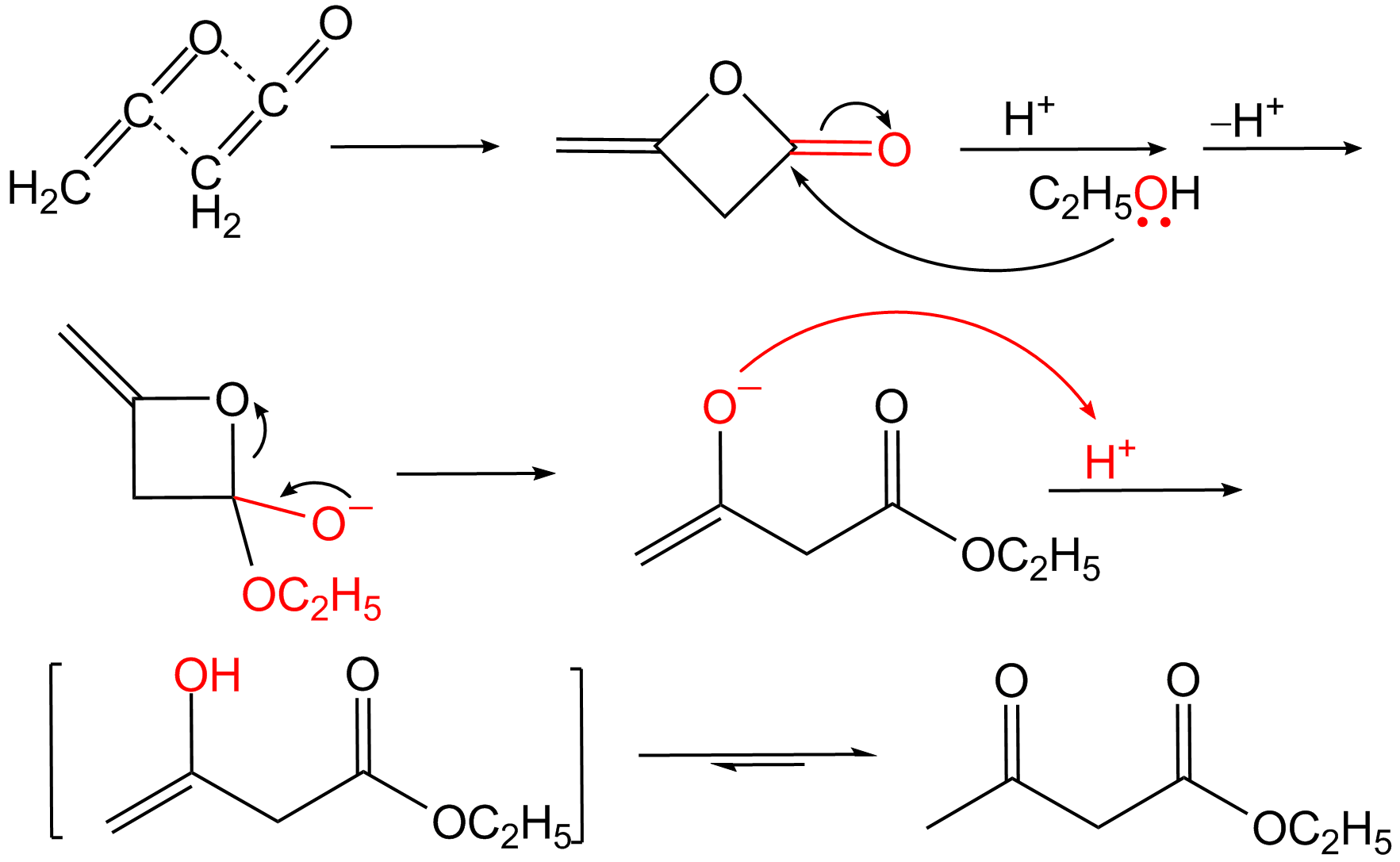
Synthèse industrielle.

Il est également synthétisé en laboratoire par une condensation de Claisen de l'acétate d'éthyle, en présence d'éthanolate de sodium. Cette synthèse a été présentée pour la première fois par Johannes Wislicenus.

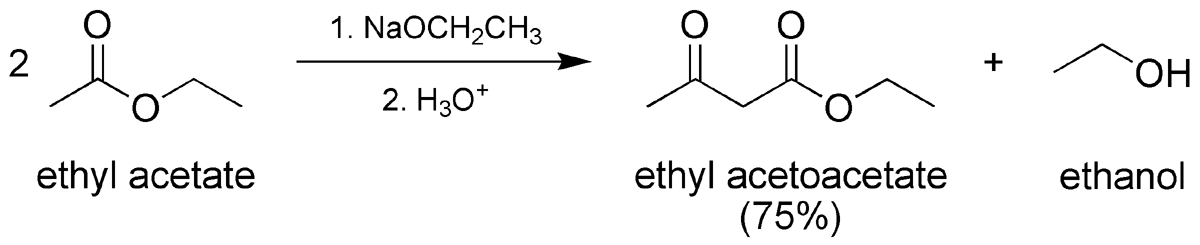
Synthèse en laboratoire.

## Propriétés
L'acétoacétate d'éthyle est un liquide huileux incolore, d'odeur agréable. Il est naturellement présent dans les fraises.
Le groupe méthylène activé entre les deux groupes carbonyle est très réactif.
Il est sujet à la tautomérie cétone-énol à la température ambiante, consistant en environ 93 % de forme cétonique et 7 % de forme énolique.
Il est acide (pKa = 10,68) car l'anion énolate est fortement stabilisé par la mésomérie.

## Utilisations
Ce composé 1-3 dicarbonylé est utilisé comme intermédiaire pour synthétiser de nombreux produits tels que pigments jaunes pour peintures, laques, encres, colorants, acides aminés, méthionine, antipaludéens (Atabrine), thiamine (vitamine B1), analgésiques, phénazone et aminophénazone. Il est aussi utilisé en tant que solvant et arôme alimentaire.
C'est un réactif pouvant servir en colorimétrie : en présence de chlorure de fer(III), il forme un complexe de coordination violet. La réaction est cependant non spécifique.

Complexation à partir du tautomère énol et du chlorure ferrique.